# Universidad de Bangui
La Universidad de Bangui (en francés: Université de Bangui) es una universidad pública ubicada en Bangui, la capital de la República Centroafricana. Para el año 2006, es la única universidad en la República Centroafricana. Antes de la independencia en Oubangui-Chari (que más tarde se llamará la República Centroafricana), la mayoría de los estudiantes que necesitaban de educación superior se dirigían a las universidades de Francia.
Después de la independencia el 12 de noviembre de 1969, la Universidad de Bangui fue creada por una orden del gobierno. La Universidad de Bangui amplió el objeto de estudio de la agricultura para incluir la investigación científica, el derecho, la economía, el desarrollo rural y las artes liberales.